# Cymopterus evertii
Cymopterus evertii là một loài thực vật có hoa trong họ Hoa tán. Loài này được R.L.Hartm. & R.S.Kirkp. mô tả khoa học đầu tiên năm 1986.